# La Flamengrie (Norte)
La Flamengrie es una comuna francesa situada en el departamento de Norte, de la región de Alta Francia.

## Demografía
| 344 | 268 | 208 | 305 | 317 | 355 | 401 | 396 | 420 |
| Para los censos de 1962 a 1999 la población legal corresponde a la población sin duplicidades (Fuente: INSEE [Consultar]) |     |     |     |     |     |     |     |     |